# Contea di Pulaski (Virginia)
La contea di Pulaski (in inglese Pulaski County) è una contea dello Stato della Virginia, negli Stati Uniti. La popolazione al censimento del 2000 era di 35 127 abitanti. Il capoluogo di contea è Pulaski.